# Круглик (Шепетівський район)
Кру́глик — село в Україні, у Михайлюцькій сільській громаді Шепетівського району Хмельницької області. Населення села становить 94 особи (2007).

## Географія
Круглик розташований на південно-західній околиці села Рилівка, обабіч дороги на село Сенігів.

## Історія
У 1906 році хутір Хоровецької волості Ізяславського повіту Волинської губернії. Відстань від повітового міста 53 верст, від волості 8. Дворів 16, мешканців 83.